# Zweibrücken
Zweibrücken (dịch sang tiếng Việt là Hai cây cầu) là một thành phố ở bang Rheinland-Pfalz, Đức, nằm bên sông Schwarzbach và giáp với rừng Pfalz.
Zweibrücken ("hai cầu") là từ có gốc Latin Bipontinum; từ này đã xuất hiệu trong các tại liệu Geminus Pons, và được người Pháp gọi là Deux-Ponts.
Thị xã đã là thủ phủ của of công quốc Pfalz-Zweibrücken thuộc nhà Wittelsbach. Lâu đài Zweibrücken, và Alexander-Kirche (lập năm 1493) là nơi chứa mộ các công tước. Lâu đài công tước ngày nay là tòa án Pfalz (Oberlandesgericht). 

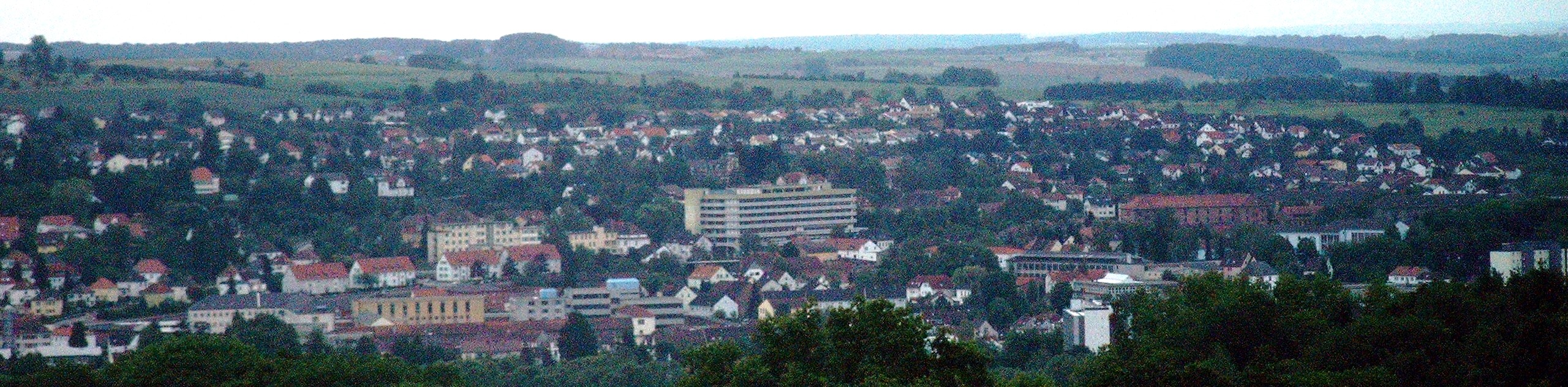
Toàn cảnh Zweibrücken

Ở ngoại ô thành phố có căn cứ không quân Zweibrücken đã từng là nơi đóng quân của không quân Mỹ trong nhiều năm.

## Kết nghĩa
- Barrie, Ontario, Canada từ 1996
- Boulogne-sur-Mer, Pháp từ 1959
- Nyakizu (formerly Runyinya), Rwanda từ 1982
- Yorktown, Virginia, Hoa Kỳ từ năm 1978